# Gandanameno inornata
Gandanameno inornata is een spinnensoort uit de familie van de fluweelspinnen (Eresidae).
De wetenschappelijke naam van de soort werd in 1898 als Eresus inornatus gepubliceerd door Reginald Innes Pocock.